# Hillary-Küste
Koordinaten: 79° 20′ S, 161° 0′ O
Die Hillary-Küste ist ein Küstenabschnitt im Süden des ostantarktischen Viktorialands. Sie erstreckt sich entlang des Westrands des Ross-Schelfeises zwischen dem Minna Bluff im Norden und Kap Selborne im Süden und schließt damit die Mündung des Byrd-Gletschers ein. Südlich schließt sich die Shackleton-Küste an, und im Norden die Scott-Küste.
Das New Zealand Antarctic Place-Names Committee benannte die Küste 1961 nach dem neuseeländischen Bergsteiger Edmund Hillary (1919–2008), Erstbesteiger des Mount Everest und Leiter der neuseeländischen Mannschaft bei der Commonwealth Trans-Antarctic Expedition (1955–1958). Er erreichte am 4. Januar 1958 den Südpol und war damit nach Roald Amundsen, Robert Falcon Scott und George J. Dufek der vierte Expeditionsleiter, dem dies gelang.
Verschiedene neuseeländische Mannschaften nahmen detaillierte Vermessungen der Küste vor und erkundeten Aufstiegsrouten vom Ross-Schelfeis auf das Polarplateau über die an der Küste mündenden Skelton- und Darwin-Gletscher.